# Röda stjärnans orden
Röda stjärnans orden var en sovjetisk medalj, vilken utdelades till medlemmar av Röda armen och Sovjetunionens flotta, som belöning för "exceptionell tjänstgöring i Sovjetunionens försvar, både i krig och fred". Den instiftades den 6 april 1930, och den förste mottagaren var Vasilij Blücher, i september 1930 .
Medaljen bestod av en lackerad röd femuddig stjärna, med en vit bild i metall, föreställande en soldat bärande ett gevär, i mitten. Under soldaten finns bokstäverna СССР" (SSSR), och runt honom finns det kommunistiska mottot, "Världens arbetare, förena er!". Vid bottnen av stjärnan finns hammaren och skäran.
Röda stjärnans orden var en av de vanligaste militära ordnarna under det Stora Fosterländska kriget, under vilket nästan tre miljoner utmärkelser delades ut till mer an två miljoner personer, av vilka många var lägre officerare.
Från 1944 till 1958 användes medaljen även som en belöning för lång tids tjänstgöring, för att markera femton år av tjänstgöring i antingen militären, statssäkerheten eller polisen.